# Weddell-Gletscher
Der Weddell-Gletscher ist ein 3 km langer Gletscher an der Nordküste Südgeorgien. Er fließt in nördlicher Richtung zur Beaufoy Cove, einer Nebenbucht der Royal Bay, die er zwischen dem Will Point und Kap Charlotte erreicht.
Eine deutsche Forschergruppe kartierte den Gletscher im Zuge des Ersten Internationalen Polarjahres (1882–1883). Namensgeber ist der britische Seefahrer James Weddell (1787–1834), der als Robbenjäger Südgeorgien im Jahr 1823 besucht hatte.